# Lepidomicrosorium buergerianum
Lepidomicrosorium buergerianum là một loài thực vật có mạch trong họ Polypodiaceae. Loài này được (Miq.) Ching & K.H. Shing miêu tả khoa học đầu tiên năm 1993.